# Науру на Светском првенству у атлетици у дворани 2012.
Науру је учествовао на Светском првенству у атлетици у дворани 2012. одржаном у Истанбулу од 9. до 11. марта пети пут. Репрезентацију Науруа представљала су два такмичара (1 мушкарац и 1 жена), који су се такмичили у трци на 60 метара.
Науру није освојио ниједну медаљу али је Лавлит Детенамо оборила национални а Joshua Jeremiah лични рекорд.

## Учесници
| Мушкарци: - Joshua Jeremiah — 60 м | Жене: - Лавлит Детенамо — 60 м |  |

## Резултати

### Мушкарци
| Атлетичар       | Дисциплина | Лични рекорд | Квалификација | Квалификација | Полуфинале           | Полуфинале           | Финале               | Финале       | Детаљи |
| Атлетичар       | Дисциплина | Лични рекорд | Резултат      | Место         | Резултат             | Место                | Резултат             | Место        | Детаљи |
| --------------- | ---------- | ------------ | ------------- | ------------- | -------------------- | -------------------- | -------------------- | ------------ | ------ |
| Joshua Jeremiah | 60 м       |              | 7,50 ЛР       | 8. у гр. 4    | Није се квалификовао | Није се квалификовао | Није се квалификовао | 49 / 57 (61) |        |

### Жене
| Атлетичарка     | Дисциплина | Лични рекорд | Квалификација | Квалификација | Полуфинале            | Полуфинале            | Финале                | Финале       | Детаљи |
| Атлетичарка     | Дисциплина | Лични рекорд | Резултат      | Место         | Резултат              | Место                 | Резултат              | Место        | Детаљи |
| --------------- | ---------- | ------------ | ------------- | ------------- | --------------------- | --------------------- | --------------------- | ------------ | ------ |
| Лавлит Детенамо | 60 м       |              | 8,04 НР       | 7. у гр. 4    | Није се квалификовала | Није се квалификовала | Није се квалификовала | 47 / 62 (64) |        |